# Eric Villalón Fuentes
Eric Villalón Fuentes (Barcelona, Catalunya 30 d'abril de 1973)
Ha sigut esportista d'alt rendiment, esquiador del Club Esquí Terrassa, membre de l'Equip Paralímpic Espanyol (1995 - 2006), membre de l'expedició Pol Sud Sense Límits 2009, membre del projecte Educació Zero Límits de la Barcelona World Race 2010, Gerent de la Federació Catalana d'Esports per a Cecs (2010 - 2013), Ambaixador del Comitè Paralímpic Internacional a Sotxi 2014, primer espanyol en ser al Paralympic Visa Hall of Fame i Tècnic esportiu per a l'Associació Play and Train. Després d'haver aconseguit 3 medalles d'or als Jocs Paralímpics de Nagano 1998 amb el guia Josep Maria Vilamitjana, 2 medalles d'or i 2 de plata als Jocs Paralímpics de Salt Lake City 2002 amb el guia Pere Comet i Pascua i una plata i un Bronze als Jocs Paralímpics de Torino 2006 amb el guia Hodey Iurrita Sarasola. També va obtenir un or i un bronze al campionat del món a Anzere (2000) i 4 ors en el Campionat del món de Wildshönau (2004) on va ocupar el calaix més alt dels quatre podis. Actualment és el Responsable de Play and Train en el centre d'esport adaptat de La Molina, imparteix conferències a executius d'empreses, grups de treballadors i estudiants, transmetent una sèrie de coneixements que ajuden a la superació, adaptació i motivació personal. També és membre dels Castellers del Poble Sec, on hi participa activament descobrint la passió pel treball en equip i els valors castellers.